# Pozitív diszkrimináció
A szociológiában a pozitív diszkrimináció, hátrányt csökkentő megkülönböztetés, esélykiegyenlítés csoportra, személyre  vonatkozó jogi, adminisztratív vagy egyéb segítséget jelent, melyre a csoport vagy személy valamilyen szempontból a többséghez képest hátrányos helyzete ad okot. Indítéka a domináns egyén vagy csoport együttérzése, megértés illetve a másik fél követelése vagy tiltakozása a gazdasági és társadalmi igazságtalanság ellen. Szándéka a szolidaritás, az embercsoportok közötti gazdasági vagy társadalmi igazságtalanság enyhítése, vagyis az esélyegyenlőség megteremtése.
A pozitív diszkrimináció bizonyos esetben korlátokat állít főleg a domináns és esetleg a hátrányos helyzetben lévőnek, mégis az esélyegyenlőséget vizsgálva igazságosabb. Például ilyen egy alulképviselt csoport tagjainak segítése, részesülése az arányosság elvén (kvótával).

## Gyakorlatban
A világ sok országában ismert és alkalmazott fogalom a hátrányos helyzetű csoportok felzárkóztatása céljából.
- Hátrányos helyzetű csecsemők és óvodások fejlesztése.
- Kis jövedelmű mozgásukban korlátozott emberek segédeszközeinek beszerzési támogatása.
- Hátrányos helyzetű régióban kialakítják az elsődlegességeket élvező oktatási intézményeket, az adómentességet élvező munkahelyteremtő/telepítő tevékenységet, bővítik az önigazgatás hatáskörét és a bevételét.
- Az épület és utak akadálytól való mentesítése.
- A közszolgálatban kötelezővé és hivatalossá teszik a tájékon élő jelentősebb kisebbség nyelvének használatát. Tehát nyelvhasználati szempontból megszűnik a kisebbséghez tartozó polgár hátránya.
- Egy alulképviselt, korábban hátrányos helyzetbe került társadalmi csoportokkal, így a feketékkel, nőkkel, az őslakosokkal és nemzeti kisebbségekkel kapcsolatosan hozott intézkedések, mely elősegíti a foglalkoztatásban, a felsőoktatásban és a közügyekben való részvételt.

### A magyar alkotmányban
Az Alkotmány kifejezetten utal pozitív diszkriminációs lehetőségekre, például az állam saját kötelezettsége meghatározásával, amikor előírja, hogy az anyáknak a gyermek születése előtt és után külön rendelkezések szerint támogatást és védelmet kell nyújtania.
Az alkotmány 70/A.§(3) szerint A Magyar Köztársaság a jogegyenlőség megvalósulását az esélyegyenlőtlenségek kiküszöbölését célzó intézkedésekkel is segíti.
A Magyar Alkotmánybíróság véleménye az alkotmány 70/A.§ (1), megkülönböztetés-mentességről szóló bekezdése értelmezésével kapcsolatban:  
" … a diszkrimináció tilalma nem jelenti azt, hogy minden még a végső soron nagyobb társadalmi egyenlőséget célzó megkülönböztetés is tilos. …ha valamely – Alkotmányba nem ütköző – társadalmi cél vagy valamilyen alkotmányos jog csakis úgy érvényesíthető, hogy a legszűkebb értelemben vett egyenlőség nem valósítható meg, akkor az ilyen pozitív diszkriminációt nem lehet alkotmányellenesnek minősíteni." Ilyen például Magyarországon a cigányok előnyös megkülönböztetése.

### Az Amerikai Egyesült Államokban
A pozitív diszkriminációt (affirmative action) az Egyesült Államokban a 60-as évek vége óta alkalmazzák a szövetségi közigazgatásban a különböző okok miatt korábban jogilag hátrányos helyzetbe került társadalmi csoportokkal, így a feketékkel, nőkkel, a spanyolajkúakkal, az őslakosokkal és esetenként az ázsiaiakkal kapcsolatosan.

#### A legfelsőbb bíróság és a pozitív diszkrimináció
A legfelsőbb bíróság úgy itélte meg, hogy a pozitív diszkrimináció nem sérti az alkotmányt. A testület döntése szerint az ilyen megkülönböztetést alkalmazni lehet, jellemzően az oktatásban és a munkaerőpiacon.
A testület ezenfelül a kvóta-alapú hátrányos megkülönböztetést alkotmányellenesnek találja és megtiltotta. A kvóta-alapú megkülönböztetés azt jelenti, hogy egy intézmény nem szabhatja meg, hogy hány kisebbségi személyt alkalmazhat, taníttathat vagy foglalkoztathat.
A kvóta-alapú kérdés 1978-ban merült fel, amikor is a Kaliforniai Egyetem megszabta, hogy 100 tanulóból minimum 16 kisebbséginek kell lennie. Allan Bakke-et, egy fehér bőrű amerikait azért nem vették fel, mert a fehér bőrűeknek akkor már betelt a maximum felvehetők száma. A legfelsőbb bíróság azt a határozatot hozta, hogy a kvóta-alapú megkülönböztetés alkotmányellenes és be kell tiltani.

## Kritikái
- Alkalmazása során mennyiségi és minőségi határokat (kvótákat) kell szabni néha etnikai alapon, mikor  a jogrendszer célja épp ezen kategóriák eltörlése; továbbá e megosztás sok emberben rossz emlékeket kelt (numerus clausus).
- Az adományozás erősíti az elmaradottabb társadalmi csoportokban az áldozat szerepet, ahelyett, hogy valóban az esélyek egyenlőségét teremtené meg.
  - Magyarországon gyakori kritika éri a cigányokkal szembeni segélyezést, amelyet helytelenül pozitív diszkriminációnak tartanak.
- Ellentmond sokszor a biológiai kiválasztódás szempontjainak, így a túlzott egalizálás a fejlettebb társadalmi önszerveződést gátolja.